# Ерезе
Ерезе (на френски: Érezée) е селище в Южна Белгия, окръг Марш ан Фамен на провинция Люксембург. Населението му е около 2900 души (2006).